# Joe Gatt
Joe Gatt (24 luglio 1959) è un ex calciatore maltese.

## Carriera

### Nazionale
Ha collezionato cinque presenze con la propria Nazionale.